# Artur Steinhagen
Artur Steinhagen (ur. 21 stycznia 1901 w Białymstoku – zm. 29 marca 1943 na Majdanku) – przemysłowiec, współwłaściciel fabryki motorów spalinowych Steinhagen i Stransky.
7 listopada 1942 osadzony na Pawiaku. 17 stycznia 1943 roku wywieziony na Majdanek, gdzie wkrótce zmarł z wycieńczenia i biegunki obozowej.